# Баджі Рао II
Баджі Рао II (*दुसरे बाजीराव, 1775 —28 січня 1851) — останній пешва (фактичний володар) держави маратхів у 1796–1818 роках.

## Життєпис
Походив з династії пешв Бхаті. Син Раґханатха Рао, пешви у 1773–1774 роках. Про молоді роки мало відомостей. У 1796 році, після самогубства пешви Мадхав Рао II фактичні правителі маратхів Нана Фарнавіс та магараджа Даулат Рао Скіндія призначили Баджі Рао новим пешвою. Втім Баджі Рао II став таким же номінальним правителем, як й попередній. усі справи вирішували Франавіс та Скіндія. після смерті першого у 1800 році права Скінідії оскаржив Ясвант Рао Холкар, який у ході запеклої війни переміг. У 1802 році рушив на пуну, столицю пешви.
В цій ситуації Баджі Рао II втік до Бомбею, під захист британської залоги. Незабаром уклав Угоду басейну, згідної якої в обмін на відновлення влади пешви британці отримували дозвіл на розміщення своїх військ на землях маратхів (за це гроші спласчував пешва), у Пуні повинен був сидіти англійський резидент — фактично пешва перетворювався на васала Британської Ост-Індської компанії. Ця угода спричинила Другу англо-маратхську війну.
У цій війні Баджі Рао II знаходився на боці британців. після поразки маратхів у 1805 році пешва опинився під повним контролем Компанії. У 1817 році, користуючись розгардіяшем що настав після повалення влади маратхів у Декані, британці почали збирати військо для наведення тут ладу, перш за все знищити так званих піндарів — мародерів. Водночас Баджі Рао II була нав'язана нова угода, згідно з якої він зрікався головування над маратхами. Після цього пешва виступив проти британців, проте зазнав поразки при Кирки та зміг відбити Пуну. Зрештою, не отримавши допомоги від іншим маратхських володарів, Баджі рао здався англійцям у 1818 році.
Посала пешви була скасована, а самого Баджі Рао відправили до м. Бітхур, поруч з Канпуром. Його названий син Нан Саґіб став одним з очільників Сипайського повстання.